# Sh'nei Quni Lem'l
Sh'nei Quni Lem'l é um filme de drama israelita de 1966 dirigido e escrito por Israel Becker. Foi selecionado como representante de Israel à edição do Oscar 1967, organizada pela Academia de Artes e Ciências Cinematográficas.

## Elenco
- Mike Burstyn - Max / Kuni Leml
- Raphael Klatchkin
- Germaine Unikovsky
- Shmuel Rodensky - Rebbe Pinchas